# Cornelia Froboess
Cornelia Froboess, conosciuta anche come Conny (o Connie) Froboess o semplicemente come Conny o - da bambina - come Die kleine Cornelia ("La piccola Cornelia") (Wriezen, 28 ottobre 1943), è un'attrice e cantante tedesca.
Figlia dell'autore di canzoni e produttore Gerhard Froboess, come attrice, tra cinema e televisione, ha partecipato ad un centinaio di differenti produzioni a partire dagli anni cinquanta, mentre come cantante ha pubblicato una sessantina di singoli e tre album in studio, tra l'inizio degli anni cinquanta e la metà degli anni sessanta.

## Biografia

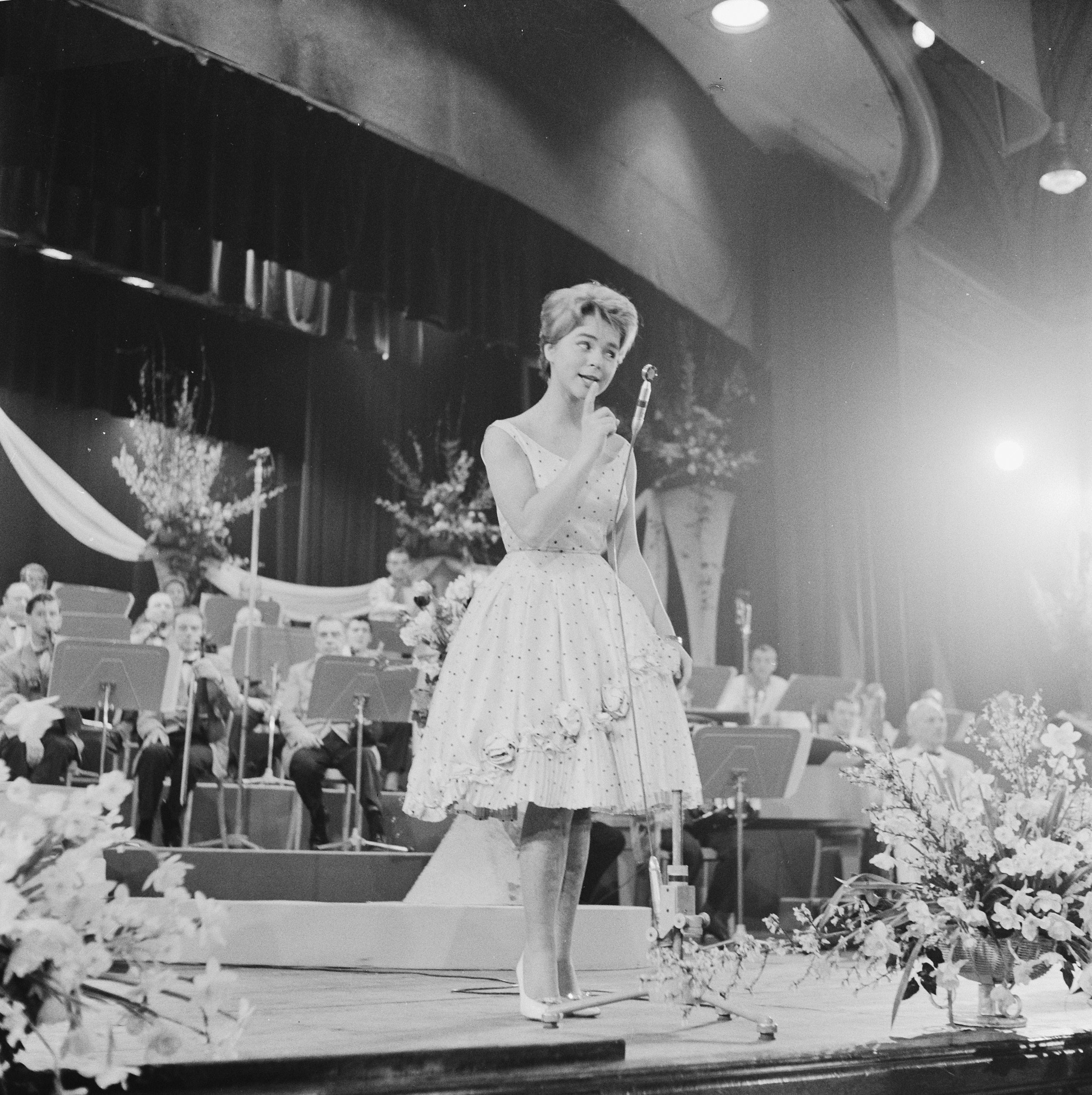
Cornelia Froboess al Kurhaus di Scheveningen nel 1960

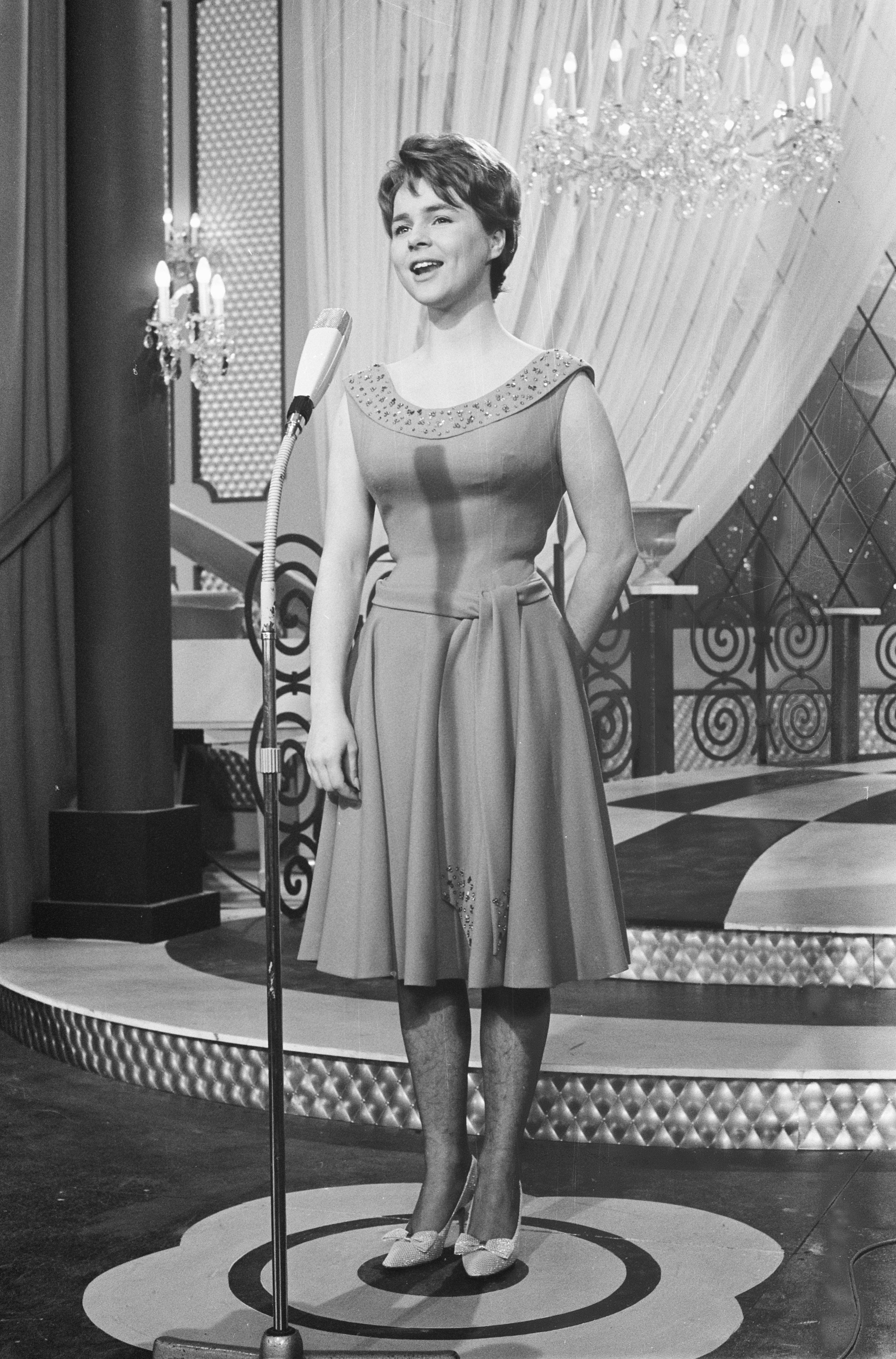
Conny Froboess all'Eurovision Song Contest 1962

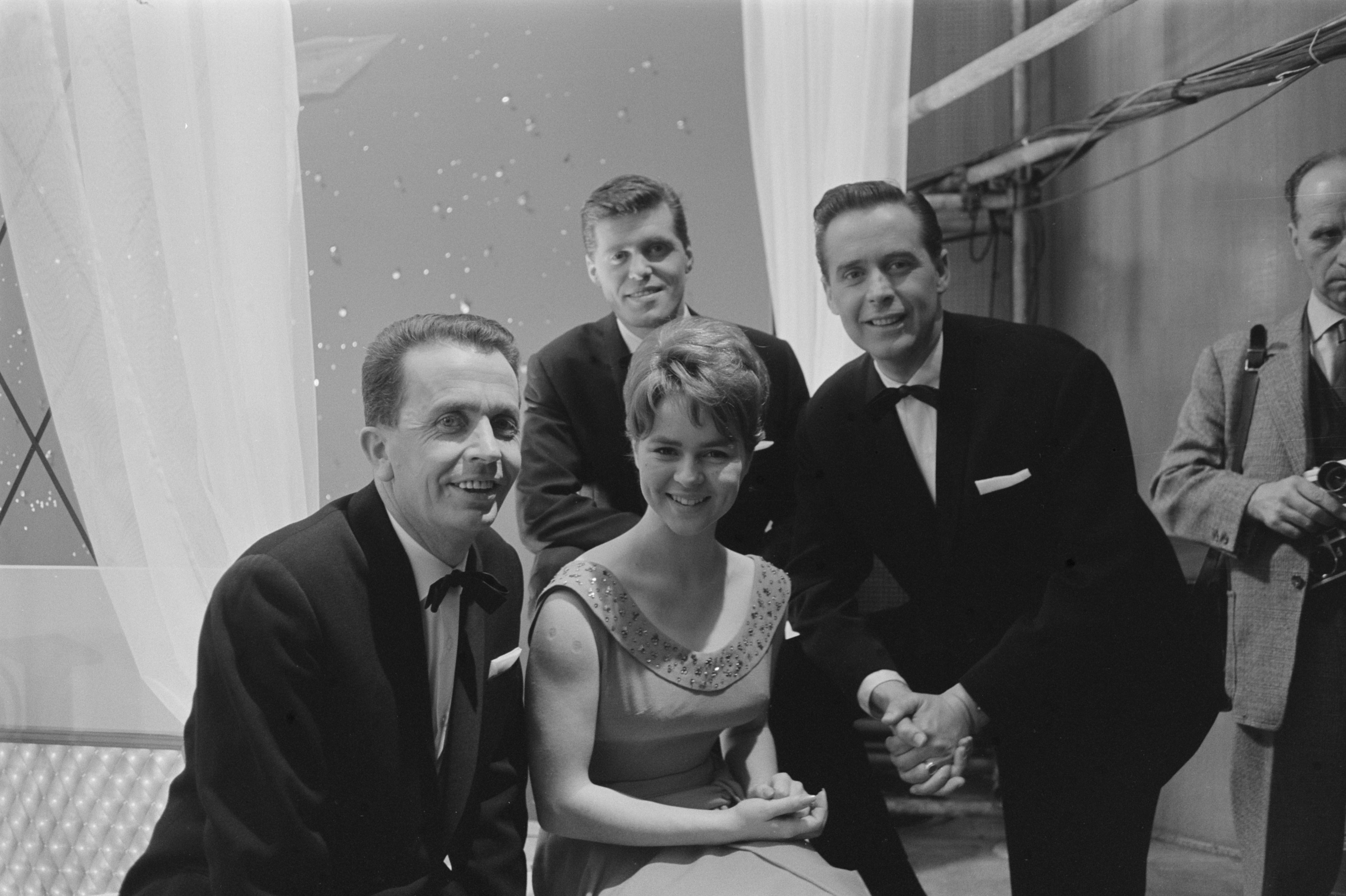
Conny Froboess con De Spelbrekers e Ronnie Carroll all'Eurovision Song Contest 1962

Cornelia Froboess nasce a Wriezen sull'Oder il 28 ottobre 1943. A soli otto anni fa il proprio debutto come cantante, in qualità di componente dei Schöneberger Sängerknaben interpretando il brano, scritto dal padre, Pack die Badehose ein. Sempre nel 1951, fa il proprio debutto anche sul grande schermo, recitando nel film Sündige Grenze.. Nel 1958 è protagonista del film Vacanze a Honolulu (Hula-Hopp, Conny), dove recita al fianco di Rex Gildo. Nel 1962 partecipa all'Eurovision Song Contest con il brano Zwei kleine Italiener, che si classifica al sesto posto. Il singolo ottiene un notevole successo discografico, vendendo oltre un milione di copie. L'anno seguente, pubblica il suo primo album, intitolato Conny of Germany. Dal 2015 è protagonista dei film del ciclo Ostwind.

## Filmografia parziale

### Cinema
- Sündige Grenze (1951)
- Drei Tage Angst (1952)
- Ideale Frau gesucht (1952)
- Vacanze ad Honolulu (Hula-Hopp, Conny, 1958)
- Ja, so ein Mädchen mit sechzehn (1959)
- Mein Mann, das Wirtschaftswunder (1961)
- Junge Leute brauchen Liebe, regia di Géza von Cziffra (1961)
- Le strane licenze del caporale Dupont (1962)
- Der Vogelhändler, regia di Géza von Cziffra (1962)
- Ist Geraldine ein Engel? (1963)
- Rheinsberg (1967)
- Mathilde Möhring (1968)
- Crazy - total verrückt (1973)
- Veronika Voss (1982)
- Der Sommer des Samurai (1986)
- La tribù del pallone - Sfida agli invincibili (Die wilden Kerle - Alles ist gut, solange du wild bist!, 2003)
- Villa Henriette (2004)
- Windstorm - Liberi nel vento (2013)
- Ostwind 2 (2015)

### Televisione
- Eine nette Bescherung - film TV (1952)
- Ein Wintermärchen - film TV (1965)
- Wo wir fröhlich gewesen sind - film TV (1965)
- Der Bürger als Edelmann - film TV (1969)
- Der schwarze Graf - serie TV (1970)
- Der Kommissar - serie TV, 1 episodio (1971)
- Polly oder Die Bataille am Bluewater Creek - film TV (1975)
- L'ispettore Derrick - serie TV ep. 04x08, regia di Theodor Grädler (1977)
- L'ispettore Derrick - serie TV ep. 05x12, regia di Helmuth Ashley (1978)
- Balthasar im Stau - film TV (1979)
- Der Regenmacher - film TV (1980)
- Il commissario Köster/Il commissario Kress/Il commissario Herzog (Der Alte) - serie TV, 3 episodi (1980-2010)
- L'ispettore Derrick - serie TV ep. 09x02, regia di Theodor Grädler (1982)
- L'ispettore Derrick - serie TV ep. 15x09, regia di Günter Gräwert (1988)
- L'ispettore Derrick - serie TV ep. 17x07, regia di Günter Gräwert (1990)
- L'ispettore Derrick - serie TV ep. 20x05, regia di Helmuth Ashley (1993)
- Praxis Bülowbogen - serie TV, 11 episodi (1994)
- Alles außer Mord! - serie TV, 1 episodio (1994)
- Sola in un incubo - film TV (1995)
- Angst hat eine kalte Hand - film TV (1996)
- Koerbers Akte: Tödliches Ultimatum - film TV (1997)
- Wolff - Un poliziotto a Berlino - serie TV, 1 episodio (1998)
- Siska - serie TV, 2 episodi (1999-2004)
- Polizeiruf 110 - serie TV, 1 episodio (2000)
- Tatort - serie TV, 1 episodio (2000)
- Hirnschal gegen Hitler - film TV (2000)
- Anwalt Abel - serie TV, 1 episodio (2001)
- SOKO 5113 - serie TV, 1 episodio (2004)
- Almuth & Rita - film TV (2014)

## Discografia

### Album in studio
- 1963: Conny of Germany
- 1963: Eine Tüte Luft aus Berlin (con i Schöneberger Sängerknaben)
- 1967: Die neuen Lieder der Cornelia Froboess

### Raccolte
- 1987: Conny Froboess: Die Singles 1958–1959
- 1987: Conny Froboess: Die Singles 1960–1962
- 1990: Conny Froboess: Die Singles 1961–1964
- 1991: Conny Froboess: Die Singles 1964–1967
- 1991: Das große deutsche Schlager-Archiv (con Connie Francis)
- 1992: Conny's Party
- 1994: Conny Froboess & Peter Kraus: Wenn die Conny mit dem Peter / Conny und Peter machen Musik (con Peter Kraus)
- 2000: O, diese Jöre
- 2000: Die kleine Cornelia
- 2006: Schlager und Stars
- 2007: Made in Germany
- 2011: Teenager Melodien
- 2012: Portrait
- 2013: Zwei kleine Italiener – 50 große Erfolge

## Premi e nomination (lista parziale)
- 1968: Premio Ernst Lubitsch per Rheinsberg
- 1969: Goldene Kamera come miglior attrice tedesca per il ruolo di Mathilde Möhring nel film omonimo
- 1997: Premio speciale del Festival del cinema di Baden-Baden per Angst hat eine kalte Hand